# Chelonus modestus
Chelonus modestus är en stekelart som först beskrevs av Vladimir Ivanovich Tobias 1996.  Chelonus modestus ingår i släktet Chelonus och familjen bracksteklar. Inga underarter finns listade i Catalogue of Life.